# Schellwienia
Schellwienia es un género de foraminífero bentónico normalmente considerado un subgénero de Fusulina, es decir, Fusulina (Schellwienia) , pero aceptado como sinónimo posterior de Fusulina de la Subfamilia Fusulininae, de la Familia Fusulinidae, de la Superfamilia Fusulinoidea, del Suborden Fusulinina y del Orden Fusulinida. Su especie tipo es Fusulina cylindrica. Su rango cronoestratigráfico abarca desde el Gzheliense (Carbonífero superior) hasta el Sakmariense (Pérmico inferior).

## Discusión
Clasificaciones más recientes hubiesen incluido Schellwienia en la Subclase Fusulinana de la Clase Fusulinata. Algunas clasificaciones han incluido Schellwienia en la Subfamilia Pseudofusulininae, de la Familia Schwagerinidae y de la Superfamilia Schwagerinoidea.

## Clasificación
Se han descrito numerosas especies de Schellwienia. Entre las especies más interesantes o más conocidas destacaban:
- Schellwienia cylindrica † , también considerado como Fusulina (Schellwienia) cylindrica † y aceptado como Fusulina cylindrica †
- Schellwienia japonica † , también considerado como Fusulina (Schellwienia) japonica † y aceptado como Fusulina japonica †
- Schellwienia longissima † , también considerado como Fusulina (Schellwienia) longissima † y aceptado como Fusulina longissima †

Un listado completo de las especies descritas en el género Schellwieniapuede verse en el siguiente anexo.